# Barbus kubanicus
Barbus kubanicus és una espècie de peix cipriniforme de la família dels ciprínids.

## Morfologia
Els mascles poden assolir els 36,5 cm de longitud total.

## Distribució geogràfica
Es troba al territori de l'antiga URSS.